# وو شی سه
وو شی سه (انگلیسی: Wu Shih-hsih؛ زادهٔ ۲ ژوئیهٔ ۱۹۶۳) بازیکن بیسبال اهل تایوان است.